# بوبي ويليامسون (لاعب كرة قدم)
بوبي ويليامسون (بالإنجليزية: Bobby Williamson)‏ (6 ديسمبر 1933 في المملكة المتحدة - 22 أغسطس 1990 في المملكة المتحدة) هو لاعب كرة قدم بريطاني في مركز حراسة المرمى. لعب مع ليدز يونايتد ونادي بارنسلي ونادي روتشديل ونادي سانت ميرين ونادي ستنهاوسموير ونادي تشورلي ونادي اربوراث.